# 邢澍
邢澍（1759年—？），字雨民、自軒，號佺山，甘肅省階州直隸州（今甘肅省武都縣）人，清朝政治人物，同進士出身。
乾隆五十五年（1790年）登進士。乾隆五十八年（1793年）任浙江永康縣知縣。後改浙江長興縣知縣，署江西饒州府知府，后任江西南安府知府。為清代史學家及金石學家。